# 5241 Beeson
5241 Beeson eller 1990 YL är en asteroid i huvudbältet som upptäcktes den 23 december 1990 av de båda japanska astronomerna Seiji Ueda och Hiroshi Kaneda i Kushiro. Den är uppkallad efter den brittiska astronomen Charlotte Beeson.
Asteroiden har en diameter på ungefär 16 kilometer.